# ニコチノイド
ニコチノイド (nicotinoid) とはタバコの葉に含まれるニコチン、ノルニコチン、アナバシンなどのアルカロイドの総称である。
タバコの葉を水に浸してニコチノイドを抽出したタバコ水は殺虫剤として戦前から使われてきたが、選択性などに問題があること、人体に対しても毒性があること、発がん性があることなどから使われなくなった。
現在ではネオニコチノイドと呼ばれる、ニコチノイドを改良して化学合成された殺虫剤が使用されている。